# آپادانا (مجله)
آپادانا مجله‌ای بود ادبی-هنری که فقط دو شماره، در خرداد و تیر ۱۳۳۵، منتشر شد. گردانندگان اصلی «آپادانا» همان افراد خروس جنگی بودند که با فروکش‌کردن تب و تاب جامعهٔ انقلابی و پر شر و شور، خروس جنگی‌ها هم، با آن‌که میانه‌ای با انقلاب سیاسی نداشتند و تمام همّ‌شان متوجه مسائل هنری بود، سردتر شده، و ملایم‌تر به ادامهٔ کار پرداخته بودند.

## آپادانا
«آپادانا» در واقع تلفیقی از خروس جنگی و «جام جم» بود. در شمارهٔ اول آن، که در اول خرداد منتشر شد، مقالهٔ «منظری از قدمت نهصدسالهٔ تجرید در عرفان ایران» از هوشنگ ایرانی در کنار آثاری از جلیل ضیاپور، سهراب سپهری، نیما یوشیج، هانری میشو، غلامحسین غریب و دیگران به چاپ رسید.
شمارهٔ دوم «آپادانا» در تیرماه ۱۳۳۵ منتشر شد و شامل مقالات «راه برهمن و شرنگ شیخ»، «آفرینش»، «پیام جنگل» از هوشنگ ایرانی در کنار آثاری از سهراب سپهری، نصرت رحمانی و دیگران بود.
در دورهٔ «آپادانا» مجموعاً سه شعر چاپ شد از سهراب سپهری، نصرت رحمانی و ابوالقاسم مسعودی که هر سه شعر منثور بود. خروس جنگی و «آپادانا» پیشگام شعر منثور بوده‌اند.

## هنر نو
شمارهٔ سوم و آخر «آپادانا» - در آذر ۱۳۳۵ با نام «هنر نو» منتشر می‌شود. در این شماره شعر «چهارشنبهٔ خاکستر» تی. اس. الیوت به ترجمهٔ هوشنگ ایرانی در کنار آثار دیگران منتشر می‌شود. با توجه به این‌که در نیمهٔ دوم دههٔ سی، به سبب تعمیق یأس ناشی از شکست سیاسی و جوّ تیرهٔ حاکم بر زندگی روشنفکران، الیوت از جذاب‌ترین شاعران اروپایی برای شاعران و شعردوستان ایرانی بوده، و ترجمهٔ شعرهای او اثر انکارناپذیری بر روند شکل‌گیری شعر نو پس از کودتا داشته‌است. همین‌طور مقدمهٔ ایرانی بر این ترجمه، از مقالات خواندنی این مجله‌است. ایرانی در پایان مقدمهٔ مفیدش یادآوری می‌کند که: «در ترجمهٔ این اثر کوشیده شده‌است که نظم درونی کلمات و نقشه‌های ذهنی نگهداری شود.»

## پی‌نوشت
1. 1 2 3  تاریخ تحلیلی شعر نو - جلد دوم: ۱۳۳۲–۱۳۴۱ه‍. ش، محمدتقی جواهری گیلانی (شمس لنگرودی)، تهران: نشر مرکز، ۱۳۷۷